# Bogdanica (Serbia)
Bogdanica (cyr. Богданица) – wieś w Serbii, w okręgu morawickim, w gminie Gornji Milanovac. W 2011 roku liczyła 249 mieszkańców.